# Paradrymonia bulgarica
Paradrymonia bulgarica är en fjärilsart som beskrevs av De Freina 1983. Paradrymonia bulgarica ingår i släktet Paradrymonia och familjen tandspinnare. Inga underarter finns listade i Catalogue of Life.